# Пустынки (Черниговская область)
Пустынки́ (укр. Пустинки́) — село Черниговского района Черниговской области Украины, по обоим берегам реки Пакулька. Население 118 человек.
Код КОАТУУ: 7425584904. Почтовый индекс: 15540. Телефонный код: +380 462.

## Власть
Орган местного самоуправления — Мнёвский сельский совет. Почтовый адрес: 15540, Черниговская обл., Черниговский р-н, с. Мнёв, ул. Черниговская, 30.